# Elisabeth av Schönau

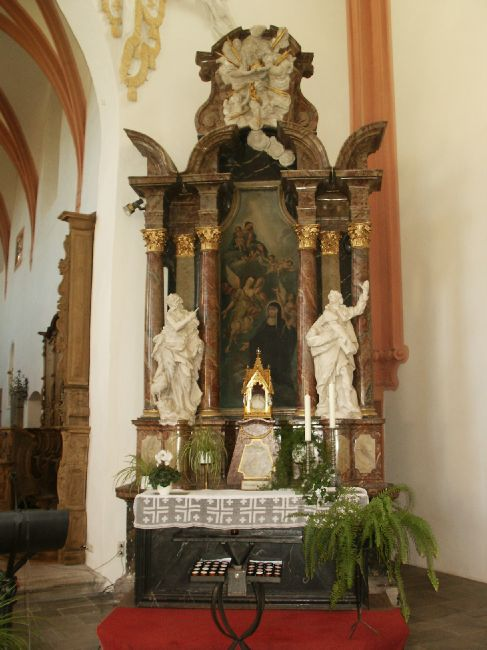
Elisabeth-altaret i klosterkyrkan i Kloster Schönau. Här vördas Elisabeths reliker.

Elisabeth av Schönau, född 1129 i Köln, död 18 juni 1164 i Kloster Schönau vid Strüth, var en tysk nunna och helgon.
Elisabeth tillhörde klostret Schönau i Nassau, och gjorde sig känd för en mängd visioner, i vilka hon såg scener ur den bibliska historien och mottog gudomliga uppenbarelser. Bland annat utbyggde hon legenden om de elvatusen jungfrur med fantastiska drag. Hon vände sig även mot tidens sedefördärv och ingrep i viss mån i de politiska påvestriden, troligen påverkad till detta av sin bror Ekbert, som var abbot i benediktinklostret Schönau. Brodern har även nedtecknat hennes historia och redigerat hennes uppenbarelser.